# 戴维·巴鲁费特
戴维·巴鲁费特（西班牙語：David Barrufet，1970年6月4日—），西班牙男子手球运动员。他曾代表西班牙国家队参加1992年、2000年、2004年和2008年夏季奥林匹克运动会手球比赛，获得二枚铜牌。